# Edy Hubacher
Eduard Hubacher –conocido como Edy Hubacher– (Urtenen-Schönbühl, 15 de abril de 1940) es un deportista suizo que compitió en bobsleigh en las modalidades doble y cuádruple.
Participó en dos Juegos Olímpicos de Invierno en los años 1968 y 1972, obteniendo dos medallas en Sapporo 1972, oro en la prueba cuádruple y bronce en doble. Ganó una medalla de bronce en el Campeonato Europeo de Bobsleigh de 1972.

## Palmarés internacional
| Juegos Olímpicos   | Juegos Olímpicos     | Juegos Olímpicos  | Juegos Olímpicos |
| Año                | Lugar                | Medalla           | Prueba           |
| ------------------ | -------------------- | ----------------- | ---------------- |
| 1972               | Sapporo (Japón)      | Medalla de oro    | Cuádruple        |
| 1972               | Sapporo (Japón)      | Medalla de bronce | Doble            |
| Campeonato Europeo |                      |                   |                  |
| Año                | Lugar                | Medalla           | Prueba           |
| 1972               | Sankt Moritz (Suiza) | Medalla de bronce | Doble            |